# .ps
.ps је највиши Интернет домен државних кодова (ccTLD) за Палестину.